# ФК Глорија Бистрица
ФК Глорија Бистрица (рум. Asociaţia Club Fotbal Gloria 1922 Bistriţa) је румунски професионални фудбалски клуб из Бистрице, округ Бистрица-Насауд.

## Историја
Клуб је основан 6. јула 1922 као ФК Глорија, а током своје дугогодишње каријере, највећи успех му је освајење Купа Румуније 2000. године.
Током година, клуб је неколико пута мењао име:
- „Керамика Бистрица“ (пре Другог светског рата)
- „ЦС Бистрица“ (после Другог светског рата) и
- „Прогресул Бистрица“ до 1956, када је старо име, Глорија, поново усвојено.

## Успеси

### Национални
- Лига I:
  - Првак (0 ):, Најбољи резултат: 3. 2002/03

- Лига II:
  - Првак (1 ): 1989/90

- Лига III:
  - Првак (3 ): 1957/58, 1969/70, 1974/75

- Куп Румуније
  - Победник (1 ): 1993/94
  - Финалиста (1): 1995/96

- Куп Лига
  - Победник (1 ): 2000.

- Суперкуп Румуније
  - Финалиста (1): 1994

### Међународни
- Интертото куп
  - Победник (0):
  - Финалиста (1): 2007.